# Galanter Roman

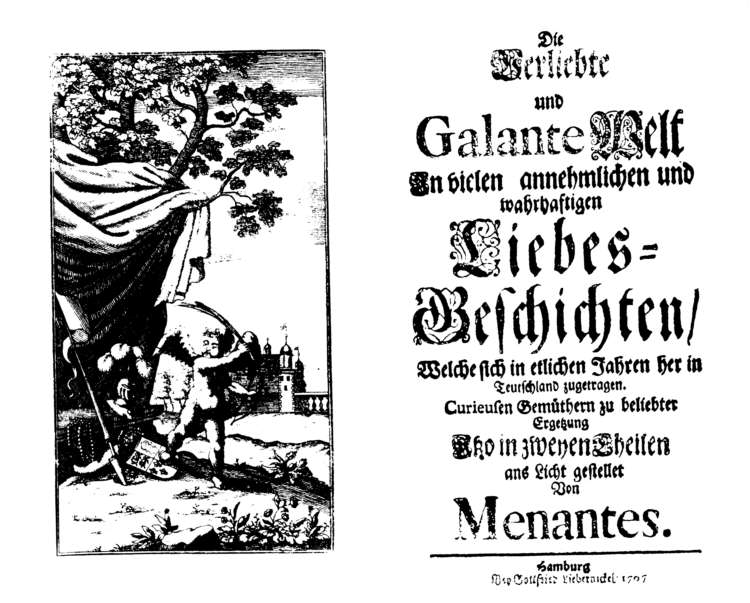
Menantes (Christian Friedrich Hunold), Verliebte und Galante Welt (Hamburg, 1707).

Die Begriffsfügung galanter Roman geht zum einen auf Sprachgebrauch des späten 17. und frühen 18. Jahrhunderts zurück. Man bezeichnete in Westeuropa Romane als galant, die einen bestimmten Publikumsanspruch zeigten (die „galante Welt“ adressierten), „galante“ Interaktionen boten (vorzugsweise „Liebes-Intriguen“) oder aber in einem „galanten Stil“ geschrieben waren. Mitunter wurde Erotische Literatur als Periphrase „galant“ euphemistisch umschrieben, da Erotik im galanten Roman gern thematisiert wurde. Das Etikett der Galanterie blieb in all diesen Punkten Geschmacksurteilen vorbehalten, die Gesichtspunkte Inhalt, Stil, Umgang mit dem Publikum, bildeten einen engen Zusammenhang.
Eine Neuausrichtung erfuhr die Diskussion um den galanten Roman in der Literaturwissenschaft des 20. Jahrhunderts insbesondere in der Romanistik und der Germanistik. Das hat vor allem damit zu tun, dass eine Diskussion galanter Romane im 17. und 18. Jahrhundert vor allem in Deutschland im Blick auf den französischen Roman und französische Moden stattfand. Die Hauptfragen waren hier, ob der galante Roman ein eigener epochaler Typus ist und wie er sich in diesem Fall gegenüber dem Barockroman und dem Roman der Aufklärung verortete.

## Forschungspositionen
Stärker als die germanistische Diskussion blieb die romanistische einer Variante des höfisch-heroischen Barockromans gewidmet, wie er Mitte des 17. Jahrhunderts von Autoren wie Madeleine de Scudéry verfasst wurde.
Die germanistische Forschung entwickelte sich aus der Beobachtung heraus, dass eine Diskussion galanter Romane in Deutschland erst in den 1680er Jahren einsetzt. Die grundlegende Frage war hier, warum es zu dieser – epochalen? – Verzögerung kam. Die Forschung widmete sich ihr unter verschiedenen Perspektiven, denen gemeinsam war, dass sie von einer Produktionslücke zwischen 1680 und 1730 ausgingen. Konzentrierten sich die Untersuchungen bis in die 1930er Jahre auf die Romane August Bohses alias Talanders, mit denen die Diskussion galanter Romane in den 1680er Jahren aufkam, so fand hier in den letzten Jahrzehnten eine Schwerpunktverlagerung statt. Sie geht vor allem auf die Arbeiten Herbert Singers zurück, die zu Beginn der 1960er Jahre den Blick auf den mutmaßlichen Epochenhöhepunkt legten. Erst mit Christian Friedrich Hunolds Adalie (1702) habe, so Singer, der galante Roman seine mustergültige Ausprägung gefunden. Der Konstruktionstyp, den Singer herausarbeitete, stand, so die abschließende Interpretation, ähnlich zwischen Barock und Aufklärung wie es das frühe Rokoko in der Kunstgeschichte tut. Vom „Komödienroman des Rokoko“ sprach Singer, von einer Schwundform des heroischen Barockromans französischer Prägung, die keinen Übergang in den Roman der Aufklärung aufwies, der am Ende in den 1740er Jahren mit Samuel Richardsons Pamela von Deutschen Autoren übernommen wurde.
Die Epochenlokalisierung wurde 1983 von Rolf Grimminger in Hansers Sozialgeschichte der Deutschen Literatur nach folgend von John A. McCarthy (1985) und Bernhard Fischer (1989) im Ansatz hinterfragt. Legte man die Kriterien anders, als Singer es getan hatte, ließen sich eigene Aspekte aufweisen, die in die Aufklärung führten.
Die Forschung, die sich seit 2001 dem galanten Roman zuwandte, stellte die vorangegangene Suche nach dem typischen galanten Roman und seiner epoachalen Konstruktion in Frage. Die Arbeiten von Olaf Simons argumentierten mit dem europäischen Buchmarkt. Die Frage war hier, warum zum Teil dieselben Romane, die im Englischen als „novels“ gegenüber „romances“ diskutiert wurden, in Deutschland mit einer Mode des Galanten in Verbindung gebracht wurden; der Diskussion des Galanten wies das eigenen Stellenwert gegenüber den Texten zu, anhand derer man diskutierte. Die Arbeiten Florian Gelzers galten dezidierter den Qualitäten des Galanten, die sich in Titeln sehr unterschiedlicher Genres und Erzählmuster aufweisen lassen. Gelzer weitete hier den Zeitraum bis zu Christoph Martin Wieland aus.
Die Untersuchungsbände, die 2001 und 2004 die Frage nach der germanistischen Epochendefinition für die Phase 1680 und 1730 neu aufwarfen, gingen auf den galanten Roman nur am Rande ein, widmeten sich jedoch zentral der Formulierung von Theorien des Epochenwechsels, unter denen galante Roman zwischen Barock und Aufklärung auf Umbrüche, gleitende Übergänge oder eine spezifische Orientierungslosigkeit hin zu untersuchen wären.

## Definitionsaspekte des 17. und 18. Jahrhunderts
Unter galanten Romanen versteht man bis in das frühe 18. Jahrhundert hinein weder Romane eines bestimmten Gattungstypus noch den Roman der gegenwärtigen „galanten“ Epoche. Es gibt zwar ein Bewusstsein dafür, dass das Galante in Mode ist. Historische Selbstverortungen geschehen jedoch im bis in die Mitte des 18. Jahrhunderts im Blick auf das zu benennende Jahrhundert oder „Säkulum“ sowie im intellektuellen Schlagabtausch im Blick auf die Querelle des Anciens et des Modernes. Man sieht sich hier gegenüber dem Mittelalter und der Antike in der Moderne verortet.
Die Einstufung von Romanen als „galant“ geschieht im späten 17. und frühen 18. Jahrhundert in vor allem im Rahmen von Geschmacksurteilen. Es auf der anderen Seite im Deutschen bis in das frühe 18. Jahrhundert hinein nicht minder möglich, den Roman insgesamt zu den galanten Schriften zu rechnen. Die Abgrenzung geschieht hier gegenüber wissenschaftlicher, religiöser Publizistik auf der einen Seite und gegenüber ungebildeter Lektüre auf der anderen. Im Französischen spricht man von den „belles lettres“ als dem größeren Textbereich aller eleganten modischen Schriften. Im Deutschen ist „galante Wissenschafften“ bis in die 1720er die Übersetzung für „belles lettres“. Im Englischen spricht man von „polite literature“ und schafft innerhalb dieses Bereichs einen besonderen der „Writers of Gallantry“, zu denen Romanautoren gehören. Das Vorhandensein von Liebesgeschichten ist hier das entscheidende Definitionskriterium.
Das Geschmacksurteil „galant“ erfasst eine Vielzahl von Aspekten: Sujet, Interaktion mit dem Publikum, Stil, die einander bei näherem Blick erfordern.
Mit dem Urteil „galant“ geht es in jedem Fall primär um den Effekt des Textes, um die Annehmlichkeit, die er in den Augen des Betrachters erreicht und um eine spezifische Unverfrorenheit der mutigen, galanten Interaktion, die galante Verfasser gegenüber dem Publikum an den Tag legen. Die Urteilsstrukturen weichen an dieser Stelle zum Teil erheblich von den germanistischen ab, die im 20. Jahrhundert eine Gattungstypologie des galanten Romans aufzumachen suchten.

### Sujets und Genres des galanten Romans
Die meisten Romane, die im 17. und 18. Jahrhundert als „galante“ ausgewiesen werden, bieten Liebesgeschichten. Im Einzelfall kann jedoch eine Karriere als Spieler oder Soldat ein ebenso galantes Sujet sein. Entscheidend ist die Distanz gegenüber dem dargebotenen Leben. Der galante Held muss sich als „munterer Kopf“ auszeichnen, einen „aufgeräumten Humeur“ zeigen, letztlich unberührt bleiben von Katastrophen. Er kann sich selbst dem Spott aussetzen wie satirische (pikareske) Helden, muss dann aber nach dem berichteten Missgeschick Leichtfertigkeit und Souveränität im Blick auf das eigene Leben zurückgewinnen. Man lacht gemeinsam mit dem galanten Helden aus dem Abstand heraus, nicht über ihn als Menschen, der seine eigene Situation nicht relativieren kann. Sujet und Conduite hängen an dieser Stelle eng zusammen. Robinson Crusoe (1719) ließ sich unter diesen Prämissen nicht als galanter Roman wahrnehmen, da dem Helden Spaß an der Gesellschaft wie humorvolle Distanz gegenüber sich selbst abgehen. Die eigene Leidensgeschichte gewinnt für Crusoe Aspekte der qualvollen, selbstquälerischen religiösen Selbsterforschung – eine Option jenseits allen galanten Umgangs mit dem Publikum und dem Leben. Galante Romane finden sich darum nicht in allen Genres des Marktes. Sie sind dort selten, wo Helden Bildung und Training der eigenen Conduite nicht gewinnen können.

#### Heroisch galante Romane
Die ersten Zuweisungen des Wortes „galant“ finden sich im 17. Jahrhundert im Blick auf die heroischen Romane gemacht, die dem Amadís in kritischere Distanz folgen. Galant ist hier die Konzentration auf einen Haupthelden hohen Standes und dessen Liebe sowie seinen heroischen Umgang mit Schwierigkeiten. Bereits der Amadís bot einen Schwerpunkt auf Liebesdialoge, mit denen er sich vom Ritterroman des Mittelalters abgrenztete. Das Angebot galanter Dialoge, die Integration galanter Briefe und Complimente wird ein wesentliches Kriterium „galanter“ Romane Mitte des 17. Jahrhunderts.
Die Romane, die das Wort im Lauf des 17. Jahrhunderts zunehmend anerkennend auf sich ziehen, stammen aus Frankreich und betonen die Conduite, den höflichen Umgang zwischen den Geschlechtern. Gestalterische Freiräume bieten hier besonders die die Verlagerungen der Handlungen vom Mittelalter in die Antike und in asiatische Reiche (siehe das eigene Stichwort Asiatischer Roman). Mit den Verlagerungen geht eine Verweigerung des großartigen Heldentum schlagkräftiger Ritter einher. Die Helden der antikisierenden heroischen Romane folgen eher Mustern griechischer und römischer Geschichtsschreibung. Die geographischen und historischen Distanzierungen werden zudem regelmäßig durch ein neues Spiel mit der Gegenwart aufgewogen. Die galantesten Autoren schreiben Schlüsselromane auf der Folie griechischer und römischer Historiker und spielen dabei aktuelle Geschichten ein.
Rezeptionsanweisungen in Handbüchern galanter Conduite ermahnen die Leser dazu, die Dialoge dieser Romane zu exzerpieren, ihre Reflexionen politischer Maximen zu beachten, von ihnen Charakteranalysen zu lernen.

#### Skandalträchtige moderne galante Romane

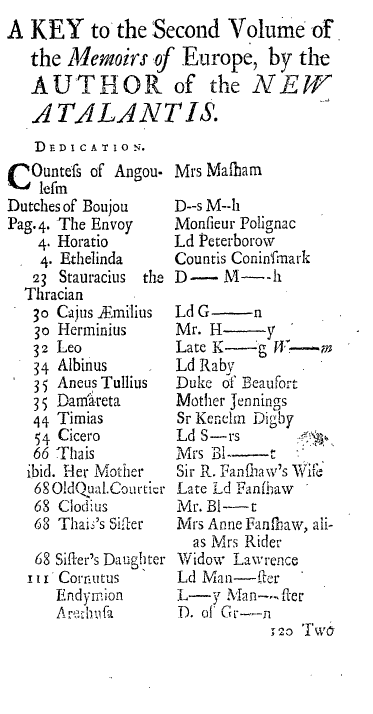
Key to the Atalantis (1713) – Schlüssel zu einem Londoner 1709 und 1710 veröffentlichten Skandalroman

Benjamin Wedels Schlüssel zu Christian Friedrich Hunolds Europäischen Höfen (1705).

Hat sich bereits mit den heroisch galanten Romanen ein eigener potentiell skandalöser Umgang mit Öffentlichkeit herausgebildet, so zeigt sich dieser offener im Feld politischer Memoires und Briefsammlungen, die in der zweiten Hälfte des 17. Jahrhunderts vor allem von französischen Autoren auf den internationalen Markt gebracht werden – der der französischen Zensur entzogene Markt der Niederlande gewinnt hier zunehmend Gewicht. Die romanhaftere Produktion steht dabei Memoires und journalistischen Arbeiten zur Seite, die nur vorübergehend skandalöse Geschichten einstreuen, wie man sie ob der Exempel lesen soll, nicht ob des skandalösen Umstands, dass wahr sein soll, was hier berichtet wird.
Die Helden der romanhafteren Historien können als Ich-Erzähler auf Abenteuer ihres eigenen politischen oder militärischen Lebens zurückblicken und dabei spielerisch mit dem Stil guter Romane umgehen. Persiflagen auf den galanten heroischen Roman erlauben Ende des 17. Jahrhunderts eine neue Produktion galanter Conduite. Typisch sind hier Titel wie der anonyme La Guerre D'Espagne (Cologne: Pierre Marteau, 1707), dessen Autor berichtet, wie er als Agent des französischen Königs Einblicke in die politischen und militärischen Ereignisse der letzten drei Jahrzehnte gewann. Politische Historie und private Liebesaffären werden im autobiographischen Bericht durchgehend vermischt. Ein ganzer Komplex von Aspekten ist dabei galant ausgearbeitet. Der Held geht nonchalant mit seinem Publikum um: Es kann nicht entscheiden, ob er die Wahrheit spricht, doch können Leser, die mit mehr Lebenserfahrung und Haltung mit ihm teilen, ermessen, dass mehr wahr ist, als man gemeinhin denkt und erfährt – um das Urteil der Leser ist der galante Held nur bedingt besorgt, Leser mit Geschmack weiß er im Vorhinein schon auf seiner Seite. In den Liebesgeschichten geht der galante Held keine weiteren Bindungen ein. Die Frauen, die mit ihm umgehen, spielen mit ihm und suchen keine tragischen Affären. Er begegnet ihnen im fortwährenden Scherz und von Gleichauf. In der Politik wie im Privaten genießt er Momente des geschickten Betrugs. Wo die Presse großen Kriegshelden galante Conduite bescheinigt, sieht er klarer das Spiel der Propaganda mit der Öffentlichkeit zu Tage treten als immenser, doch bewundernswert gut gemachter Betrug – ein leiden unter der Situation ist auch hier nicht die Konsequenz. Galanterie entwickelt sich mit der Freiheit im eigenen Denken und Handeln, mit dem „munteren Humeur“ und dem „aufgeräumten Kopf“ der sich selbst mal um Mal geschickt rettet. Symptomatisch ist das Porträt, das der Autor von sich im Buch gibt – nicht über ein Frontispiz, sondern in „curieuser“ Szene, in der er in einem Hotelbett schreibend versehentlich Teile seines Manuskripts in Brand setzt. (In der reich illustrierten deutschen Ausgabe gibt es hierzu den passenden Kupferstich.)
Memoirenhaften Romanen oder romanhaften Memoiren dieses Typs stehen Titel gegenüber, die keine Erzählung aufbieten, journalistisch in Sammlungen von Geschichten und Briefen voranschreiten. Bedeutende dem Roman nahestehende galante Titel verfassten hier Marie-Catherine d’Aulnoy und Anne-Marguerite Petit DuNoyer. Von ihren Büchern sind die noch deutlich galanten Romane Aphra Behns beeinflusst wie die Titel Delarivier Manleys, die Anfang des 18. Jahrhunderts schon vom Ton des galanten insbesondere weiblichen Verständnis für Schwächen, insbesondere männlicher Politiker abrücken und bürgerliche Verantwortung einfordern.
Galant ist an all den hier zusammenzufassenden Titeln der skandalöse Blick auf Liebesaffären politisch hochrangiger Protagonisten des öffentlichen Lebens. Galant ist hier zweitens die Großzügigkeit der Autorinnen, die mit ausgewiesenem Verständnis über alle Schwachheiten ihrer Helden berichten – im Blick auf Leser, die ebenso galant urteilen sollen (aber vermutlich nicht urteilen werden). Galant ist hier drittens der Umgang mit der Öffentlichkeit: Die Verfasserinnen erzählen ostentativ nicht am Skandal interessiert, sie tauschen alle Namen aus, wollen niemandem schaden, hoffen allenfalls auf Leser, die ebenso wenig wie sie selbst am Skandal interessiert sind, allein die Exempel goutieren. Hier wird eine Schablone galanter Großzügigkeit genutzt, um genau die ausgewiesenen Skandale herzustellen. Galant ist an diesen Büchern viertens, dass sie vor allem von Frauen geschrieben werden, denen männliche Stimmen desselben Marktes mit galanter Hochachtung begegnen.
Von den galanten Büchern öffentlicher Historie, spaltet sich zu Beginn des 18. Jahrhunderts eine privatere Produktion ab, die überall dort aufkommt wo modische Verfasser unter den üblichen galanten Pseudonymen geschützt publizieren können. Die Großstädte London, Hamburg, Amsterdam und Paris bieten hier Schutz der Anonymität. In den deutschen Universitätsstädten kommt eine ähnliche Anonymität für studentische Autoren zustande, die diese für eine eigene Produktion von Studentenromanen nutzen. Sie sind ein direktes Pendant der kleinen privaten Romane, die in London zur selben zeit von anonymen weiblichen Stimmen vorgelegt werden.
Die Produktion skandalöser galanter Romane gerät im Lauf des 18. Jahrhunderts unter Beschuss der neuen bürgerlichen Journale. Das Galante wird im selben Moment, indem tugendhafte Gegenentwürfe wie Pamela or Virtue Rewarded (1740) aufkommen, in einen eigenen Markt der Pornographie und der libertinistischen Autobiographie abgedrängt. Die Memoires Giacomo Casanovas Histoire de ma vie weisen zum Ende des 18. Jahrhunderts noch wesentliche Qualitäten galanter Romane des frühen 18. Jahrhunderts auf. Auf dem Markt der Trivialliteratur lebt der galante Roman mit Genres wie demjenigen der James-Bond-Romane und Filme fort, die noch bis ins frühe 21. Jahrhundert hinein auf typische Art souverän gehandhabte Liebesgeschichten ohne tiefere Verantwortungsaspekte mit politischen Missionen verquickten.

#### Romane starker Frauen
Im größeren Überblick über die Produktion galanter Romane fällt eine eigene Behandlung weiblicher Protagonisten auf. Sie hat nur zum Teil damit zu tun, dass hier Autorinnen den Ton angaben. Die für galante Romane typischen Heldinnen finden sich bei männlichen wie bei weiblichen Verfassern. Bemerkenswert sind hier Frauen, die in Männerkleider schlüpfen und als Männer agieren – um ihre Leben zu verteidigen, gestorbene Liebhaber zu rächen, Anschlägen von Feinden zu entkommen. Hinzu kommen Frauen, die als solche erkennbar bleiben, doch bei Bedarf auch Männer töten – etwa als Entführungsopfer, kaltblütig und ohne Zeichen ihnen zugeschriebener weiblicher Empfindsamkeit.
Sieht man diese Romane als Teil eines galanten Umgangs mit dem weiblichen Publikum, so erlauben sie diesem Identifikationen mit Frauen, die Männern gänzlich ebenbürtig begegnen. Sieht man es marktspezifischer, so werden hier Leserinnen mit eskapistischen Rollenwechseln bedient. Die Reform des Romanmarkts, die in den 1740ern einsetzt, schafft hier gezielt „empfindsame“, leidende, schwache Heldinnen als Gegenmodelle.

### Galante Kompositionen
Arbeiten des 20. Jahrhunderts versuchten dem galanten Roman ein eigenes Kompositionsmuster zuzuweisen, mit dem er sich gegenüber dem Roman des Barock und dem der Aufklärung abgrenzen ließe. Die zentrale Arbeit dieser Forschungslinie verfasste 1963 Herbert Singer. Folgte man ihr, wurde für den galanten Roman am Ende Christian Friedrich Hunolds Liebenswürdige Adalie (1702) typisch – ein Roman, der dem Konstruktionsschema des heroischen Barock verpflichtet blieb und mit diesem auf den spätantiken Roman Heliodors zurückging.
Die Forschung der letzten dreißig Jahre verwies demgegenüber auf die Vielfalt von Titeln, die im 17. und 18. Jahrhundert als „galant“ beurteilt wurden, und die sich zum großen Teil gerade vom Konstruktionsschema des heroischen Großromans distanzierten. Als Galant wurde im 17. und frühen 18. Jahrhundert wiederholt der freie Umgang mit dem Roman als Gattung beurteilt, die Orientierung an der Novelle, die Integration von einzelnen Geschichten statt von Abenteuerhandlungen, das Spiel mit Intrigenverläufen, der Einschluss von Briefen, Liedern, Operntexten, die Auflockerung des Textes durch Maximen. Die Diskussion um den galanten Roman berührt sich hier mit der zeitgleichen englischen und französischen Würdigung der „novel“, der „petit histoire“ als Gattungsalternative wie mit der Entdeckung der Geschichten aus Tausendundeiner Nacht als erster großer außereuropäischer Geschichtensammlung.

### Galanter Stil
Der galante Stil ist zwischen den 1640ern und den 1730ern erwartbar instabil. Gleich bleibt jedoch die Richtung. Bombast wird durchgängig negativ beurteilt. Begriffe wie Esprit und Charme verweisen auf einen Übergang von Idealen italienischer rhetorisch aufgebauschter Epik zu Idealen französischer Prosa. Der Modenwechsel wird mit dem Aufkommen französischer Fremdwörter in deutschen Texten greifbar. In der deutschen Fraktur werden französische Wortbestandteile in Antiqua gesetzt. Speziell bei der Verwendung sprachlicher Bildern gibt es einen Stilwandel um 1700, der im Deutschen noch ältere Autoren wie August Bohse alias Talander im frühen 18. Jahrhundert unmodern werden lässt. Die Regeln, die Benjamin Neukirch der Galanterie in Briefen setzt, tauchen in den Romanen von Selamintes und seinen Zeitgenossen wieder auf, wenn es Autoren des älteren galanten Stils anzugreifen gilt:

I Muß man ersnthaffte dinge schertzend, und schertzhaffte ernstlich zu sagen wissen. […] IV. Muß man oratorische und insonderheit hyperbolische redens-arten meiden: wenn man sie aber brauchet, so muß man sie entweder durch gewisse wörter, oder durch einen eingeworffenen schertz mäßigen. V. Muß man nicht auf prächtige amplificationes und worte sinnnen, sondern so schreiben wie kluge und galante Leute zu reden pflegen. Die galanterie bestehet in lauter schertze, der schertz in einer mäßigen freyheit: Die freyheit aber bindet sich nicht an worte […] VI. Muß man endlich alles in diesem stylo meiden, was entweder nach kunst oder regeln schmecket. Denn so bald man mercket, dass der schreiber darauf studiret; so ist der stylus nicht mehr galant: und da die nachläßigkeit in andern dingen ein fehler ist, so wird sie allhier zur tugend.

Die gewünschte Freiheit besteht bei den näheren Anweisungen nicht im Zwang zum fortlaufenden Bruch mit Regeln – sie besteht im zwanglosen mit Leichtigkeit gehandhabten Umgang mit Regeln. Galante Autoren agieren Stilsicher im Umgang mit hohen Lesern, die sie in Würdigungen ansprechen, wie im Umgang mit Gegnern, die sie mit Conduite des Duells in Vorreden ansprechen können: Der galante Autor bezeigt Freiheit gegenüber der weiteren Reaktion auf seine Publikation, man gibt sich nonchalant gegenüber den Lesern, für die man schreibt, weist Verantwortung von sich, entzieht sich jedweder Kritik durch Verweis auf die geringe Zeit, die man mit dem Werk verwendet haben will.
Die Stilsetzungen begünstigten in ihren Verweisen auf die Freiheit der gesprochenen gegenüber der geschriebenen Sprache die Novellistik, die Traditionen mündlicher Erzählkunst. Eine eigene distanzierte Schreibweise greift mit den 1670ern im skandalösen Roman um sich. Hier entwickelt sich ein spezieller Ton der indiskreten Insinuation. Aus dem zeitlichen Abstand geurteilt hat er zuweilen etwas Gespreiztes, Gewundenes, Indirektes, Spielerisches und Unauthentisches. Es bleibt dem Leser überlassen, zu glauben oder nicht zu glauben, der Autor referiert selbst mit Desinteresse und Skepsis.

### Die „galante Welt“, Autoren, Publikum und spezielle Öffentlichkeit
Titelblätter galanter Romane sprechen regelmäßig die „galante Welt“ als das Publikum an. Die „junge Welt“ taucht im zweiten Jahrzehnt zuweilen als weniger skandalöse Alternative auf.
Vorreden und Widmungen sind der zentrale Ort, dieses Publikum herzustellen. Es ist in aller Regel jung und gemischten Geschlechts und erwartet eine potentiell skandalöse Interaktion zwischen den Autoren dieses Marktes.
Die Autoren schreiben zumeist unter Pseudonymen. Direkt galant sind im Englischen Etiketten weiblicher Verfasserschaft wie: „by one of the Fair Sex“. Im französischen sind Namensabkürzungen im frühen 18. Jahrhundert galant, sie offenbaren, dass sich hier jemand definitiv der Nachfrage entzieht. Im deutschsprachigen Raum entwickeln sich galante Pseudonyme ab den 1680ern in Modeschüben. Hier findet zuerst eine Distanzierung von den Anagrammen, von den bedeutungsschweren Pseudonymen wie von den satirischen Namen statt, die sich wie Jan Rebhu noch in den 1670ern selbst lächerlich machen. „Griechische Namen“ werden in den 1680er modern. August Bohse alias Talander setzt hier die Mode. Der neue Name wird aus Opern und spätantiken Romanen entlehnt und sollen allenfalls Bedeutungsnuancen enthalten. Menantes notierte nach der Wahl seines Pseudonyms, dass ihm zusagte, dass es keine weitere Bedeutung hatte – der Autor entzieht sich der Assoziation.
Namen dieser Stilrichtung sind der Reihe nach Menantes, Celander, Meletaon, Michael Erich Franck, Amaranthes, Selamintes und Adamantes. Ab etwa 1710 eröffnet hier eine Nebenlinie mit implizit skandalöser Ausrichtung, die im Verlauf neue Französische Namensverweigerungen zulässt. Namen sind hier Sarcander, L’Indifferent, Le Content. Hier zeigt sich auf dem englischen Markt parallel ein deutlicherer Schritt der namhaften Autorinnen, Identität gerade zu riskieren, bürgerlichen Ruhm zu suchen. Aus „Astrea“ wird noch in den 1690ern Aphra Behn. Delarivier Manley verwandelt sich auf den Titelblättern ihrer Atalantis von der anonymen Übersetzerin zur bürgerlichen Autorin „Mrs. Manley“. Eliza Haywood 1719/1720 reklamiert gleich ihren Erstling Love in Excess mit dem bürgerlichen Namen als Werk einer namhaften Autorin. Englische Pseudonyme folgen in den 1720ern dem Trend mit fiktiven bürgerlichen Namen, die wie Robinson Crusoe, Richard Falconer, und Duncan Campbell – Verantwortung wird hier imitiert, Galante Freiheit oberflächlich minimiert.
Die Öffentlichkeit des galanten Romans bleibt diffus und unklar. Galante Romane werden nicht rezensiert. Sie provozieren Reaktionen vor allem auf dem Gebiet des galanten Romans. Sie unterhalten, sie setzen Moden; Informationen, die sie ausstreuen, schaffen jedoch fortwährend nur offene Geheimnisse. Man gibt vor, wahre Geschichten zu publizieren, benennt Akteure jedoch mit gespielter Unsicherheit. Beliebt sind die Benennungen mit Anfangs- und Endbuchstaben: M-------gh für Marlborough, oder Pseudonyme, die in Schlüsseln entdeckt werden. Es beliebt der galanten Welt überlassen zu entschlüsseln, wer das wer sein sollte, die Verantwortung für den Skandal wird nonchalant vom Autor, der auf seine eigene Freiheit bedacht ist, dem Publikum überantwortet. Der Galante Roman schafft Öffentlichkeit. Erst mit der sekundären Öffentlichkeit, die mit der modernen Literaturbesprechung Mitte des 18. Jahrhunderts aufkommt, wird jedoch der nächste Schritt erreicht: Sobald Romane rezensiert werden, können Kritiker beginnen, sich sowohl auf Romane beziehen, wie auf die öffentliche Reaktion auf sie, die mit den Rezensionen gegeben ist. Der galante Roman verabschiedet sich vom Markt als das Rezensionswesen aufkommt und diese neue Öffentlichkeit kritische mit der Suche nach verantwortungsvollen Autoren herstellt.